# 1974 en aéronautique
Chronologie de l'aéronautique
- 1970
- 1971
- 1972
- 1973
- 1974
- 1975
- 1976
- 1977
- 1978

Cet article présente les faits marquants de l'année 1974 en aéronautique.

## Événements

### Janvier
- L'Armée de l'air syrienne reçoit 120 MiG-21 et plusieurs hélicoptères soviétiques pour compenser ses lourdes pertes de la guerre du Kippour[1].
- 9 janvier : premier vol de la version de série de l'avion de travail agricole polonais PZL M-15 Belphegor[1].
- 20 janvier : premier vol du prototype du F-16, lors d'un essais de roulage à haute vitesse.

### Février

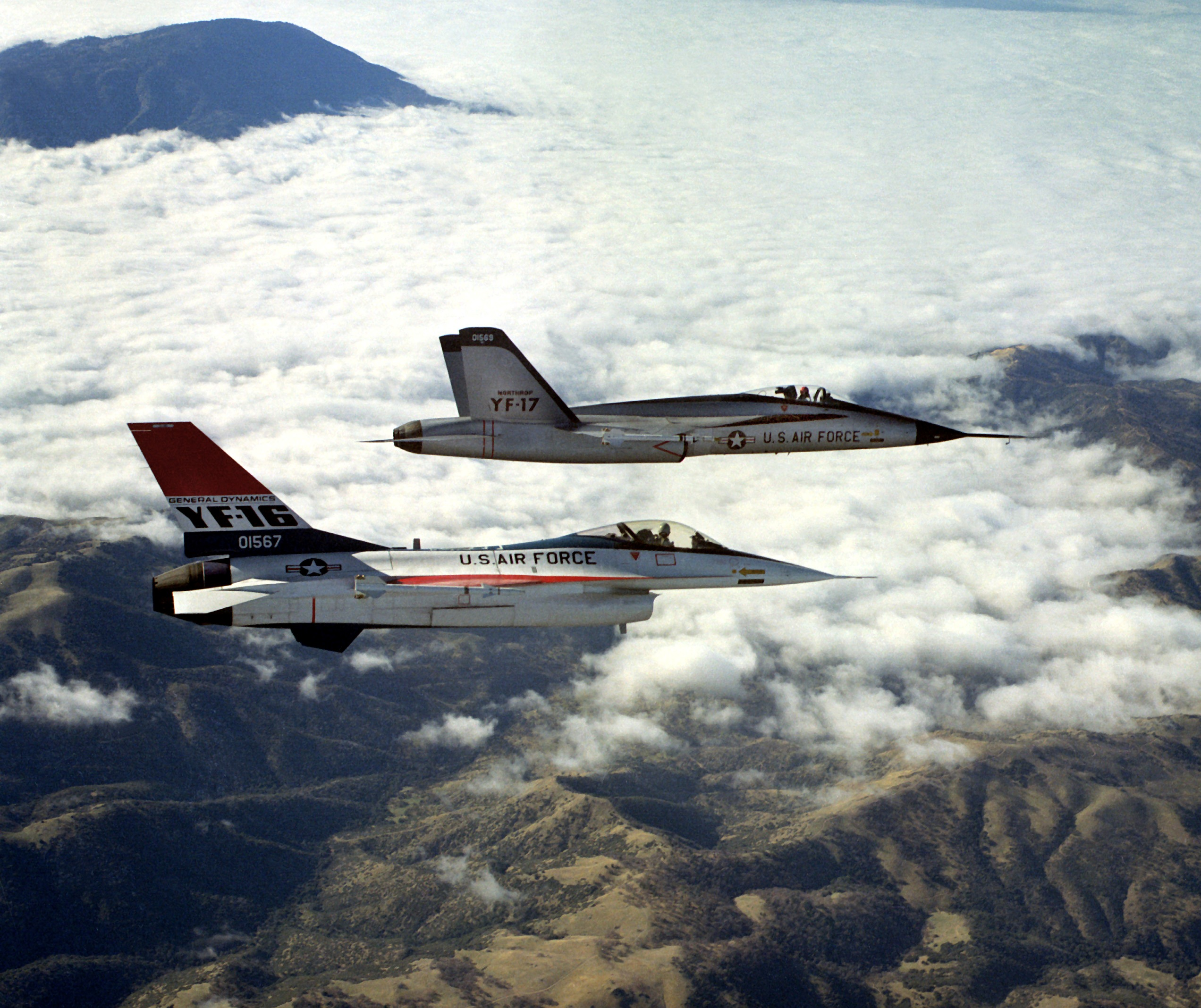
Les prototypes YF-16 et Northrop YF-17 Cobra en vol en 1974.

- 2 février : premier vol officiel du prototype du chasseur américain General Dynamics F-16 Fighting Falcon.
- 20 février : entrée en service actif de l’avion de lutte anti-sous-marine Lockheed S-3 Viking dans l'United States Navy[1].
- 21 mars : premier vol de l'hélicoptère polyvalent ouest-allemand Sryraider de Helicopter Technik München. Il est propulsé par un Avco Lycoming de 260 ch (194 kW)[1].

### Mars
- 1er mars : premier vol de l'hélicoptère de transport trimoteur militaire américain Sikorsky CH-53E Super Stallion[1].
- 3 mars : le Vol Turkish Airlines 981 s'écrase près de Senlis (Oise) après avoir décollé de l'aéroport d'Orly, causant la mort de 346 personnes.
- 13 mars : 
  - inauguration de l'aéroport de Paris : Roissy-Charles de Gaulle.
  - premier vol de l'hélicoptère américain Bell 214A.
- 22 mars : premier vol du prototype de l'avion d'attaque Grumman A-6E TRAM (Target Recognition Attack Multi-sensor). Cette version dispose d'une tourelle équipé d'un système de désignateur laser et infrarouge pour les bombes guidés par laser[1].
- 16 mars : commande par le Koweït d'un premier lot de 20 chasseurs Dassault Mirage F-1. 34 au total seront livrés jusqu'en 1983.
- 28 mars : réception des premiers McDonnell Douglas F-4 Phantom II de la Force aérienne grecque[1].
- 31 mars : quatre compagnies aériennes, dont la BOAC et la BEA, ont été fusionnées en une nouvelle compagnie aérienne nommée British Airways.

### Avril
- 11 avril : dernier vol opérationnel d'un U-2 du Black Cat Squadron de la Force aérienne de la République de Chine.
- 23 avril : l'hélicoptériste américain Bell Aircraft Corporation annonce la livraison de son 20 000e appareil.

### Mai
- 23 mai : entrée en service du premier Airbus A300 à Air France.

### Juin
- 4 juin : entré en service de l'avion de ligne Dassault Mercure 100 chez Air Inter.
- 9 juin : premier vol du prototype d'avion de combat Northrop YF-17 Cobra.
- 27 juin : premier vol du prototype de l'hélicoptère Alouette Affaires, son nom deviendra en mars 1976 AS-350 Écureuil[2].

Le gouvernement britannique se retire du programme lancé par Hawker Siddeley et McDonnell Douglas étudiant une version améliorée de l'ADAV Harrier. MDD lancera seul le McDonnell Douglas AV-8B Harrier II.

### Août
- 14 août : premier vol du prototype de l'avion de combat européen Panavia Tornado à Manching (Allemagne de l’Ouest).
- 21 août : premier vol de l'avion d'entraînement britannique Hawker Siddeley Hawk.
- 22 août : 
  - premier vol de l'avion de transport régional Shorts SD-3-30.
  - premier vol de l'avion acrobatique AS.202/18A de la compagnie suisse Flug- und Fahrzeugwerke. Il est développé à partir du FFA AS 202 Bravo (en).
- 26 août : décès de Charles Lindbergh, premier homme à avoir traversé l'Atlantique sans escale.
- 30 août : lancement du premier satellite néerlandais baptisé Astronomische Nederlandse Satelliet (ANS).

### Septembre
- 1er septembre : accident du prototype de l'hélicoptère américain Sikorsky S-67 Blackhawk au Salon aéronautique de Farnborough entrainant la mort de ses deux pilotes[3].
- 10 septembre : livraison du premier avion d'affaires Aérospatiale Corvette au client de lancement Air Alpes.

### Octobre
- 15 octobre : signature d'une convention à Dakar redéfinissant la vocation de l'Agence pour la sécurité de la navigation aérienne en Afrique et à Madagascar.
- 17 octobre : premier vol du prototype de l'hélicoptère Sikorsky UH-60 Black Hawk.
- 28 octobre : premier vol du chasseur embarqué français Dassault Super-Étendard.

### Novembre
- 8 novembre : premier vol du premier avion de série de lutte contre-insurrectionnel FMA IA-58 Pucará destiné à l'armée de l'air argentine.
- 9 novembre : premier vol du prototype du LT-200 Angkatang, avion d'entraînement biplace léger indonésien fondé sur le PL-2 conçu par le constructeur américain Ladislao Pazmany.
- 14 novembre : prise en compte du premier F-15A Eagle par l'USAF. Il est affecté au 555th Tactical Fighter Training Squadron à Luke Air Force Base[4]
- 20 novembre : le vol 540 Lufthansa s'écrase au décollage de l'aéroport de Nairobi (Kenya), entraînant la mort de 59 des 157 personnes à bord. Il s'agit du premier accident impliquant un Boeing 747.
- 27 novembre : premier vol du prototype de l'avion d'entraînement taïwanais XT-CH-1B, version améliorée du T-CH-1A[4].
- 29 novembre : premier vol de l'hélicoptère de transport militaire américain Boeing Vertol YUH-61 (en)[4].

### Décembre
- 2 - 8 décembre : déroulement de la mission soviétique Soyouz 16 en préparation de la mission apollo-Soyouz l'année suivante.
- 23 décembre : premier vol du bombardier américain supersonique Rockwell B-1A.
- 26 décembre : premier vol de l'Airbus A300B4[4].